# Hugenoten

Hugenotenkruis

Hugenoten (Frans huguenots) is de benaming die in de 16de, 17de en 18de eeuw in Frankrijk werd gegeven aan protestanten.

## Etymologie
Mogelijk verwijst de term 'hugenoot' naar Besançon Hugues, de leider van een religieuze revolutie in Genève. Het kan ook een verbastering zijn van het woord "Eidgenossen" (eedgenoten), waarmee de Zwitsers van de leidende kantons Bern en Zürich, die de nieuwe leer van Zwingli aanhingen, aangeduid werden. Hiermee zou dan impliciet het zogenaamd niet-Franse karakter van het protestantisme beklemtoond zijn. Ook Johannes Calvijn, naar wie het calvinisme genoemd is, leefde de laatste jaren van zijn leven in het Zwitserse Genève. Dat komt ook tot uiting in een herleiding tot het Nederlandse (Vlaamse) 'Huis der Genooten'. Het woord kan ook afstammen van 'le Hugon', wat kwade geest betekent. De katholieken gebruikten de term 'hugenoten' als scheldnaam. Later namen de protestanten in Frankrijk deze term als geuzennaam over.

## Voorgeschiedenis
Hugenoten zijn aanhangers van het calvinisme, de Franse richting binnen het protestantisme een vorm die ook in Nederland de grote basis was. Dit geloof verspreidde zich in het zuiden van Frankrijk op de voedingsbodem van het ‘ketterse’ geloof van de katharen, naar de stad Albi ook wel albigenzen genoemd. Katharen werden door de kerk van Rome met hulp van de koning van Frankrijk in een aantal kruistochten uitgeroeid in de eerste helft van de 13de eeuw.

## Opkomst van het calvinisme in de 16de eeuw

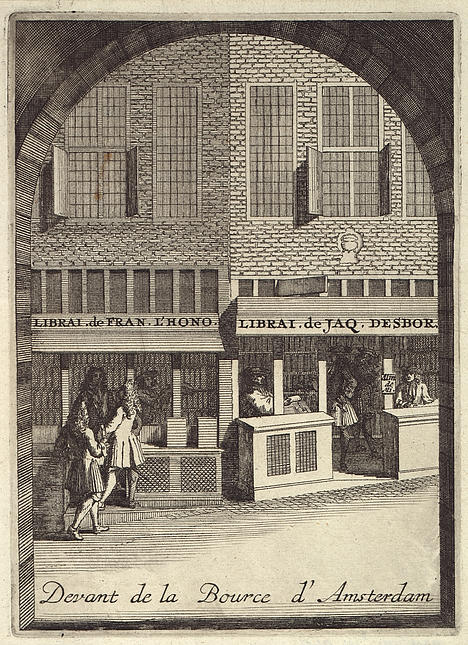
Franse hugenoten in Amsterdam, 1715

Twee eeuwen later was er een nieuwe religieuze stroming, calvinisme genoemd, die zich in Frankrijk verbreidde en dan met name in Normandië, Poitou (de Vendée), Angoulême (de Dordogne), Guyenne (Gascogne), de Languedoc, het bergland van Auvergne en de Dauphiné. Het aantal hugenoten wordt in het midden van de 16de eeuw op een half miljoen geschat. Talrijke adellijke families gingen over tot het calvinisme en gaven het macht en aanzien. Ook aan het koninklijk hof in Parijs was hun invloed groot. Inmiddels ontwikkelde zich een gewelddadige burgeroorlog om de macht in Frankrijk. Bij de Michelade in Nîmes in 1567 doodden hugenoten tachtig katholieke priesters en monniken - een voorafspiegeling van wat zou volgen. De latere koning Hendrik IV koos partij voor de protestanten en leidde de calvinistische troepen in een aantal veldslagen. In 1572 probeerden de katholieken de strijd te beslechten met een massale moordpartij op calvinistische leidende personen en hun volgelingen in Parijs. Deze massamoord op naar schatting ten minste 10.000 hugenoten wordt sindsdien de Bartholomeüsnacht genoemd. Om zijn aanspraak op de troon te behouden stapte Hendrik IV over naar de katholieke partij maar dat werd niet vertrouwd, hij kreeg daarom huisarrest opgelegd. In 1576 ontsnapte hij en ijverde voor een religievrede. Die kwam op beperkte wijze tot stand door vaststelling en erkenning van een aantal vrijplaatsen waar hugenoten hun godsdienst mochten beoefenen. Daarbuiten hadden zij geen rechten meer. In 1589 werd Hendrik IV koning van Frankrijk maar niet dan nadat hij zich had bekeerd tot het katholieke geloof. Zijn pragmatisme bleek wel uit zijn laconieke uitspraak dat "Parijs een mis waard is". Het Edict van Nantes bracht in 1598 rust door de garantie van godsdienstvrijheid, zij het op een beperkt aantal plaatsen. Daarna dicteerde de contrareformatie steeds meer de gang van zaken en gaandeweg werden met spitsvondige redenen de vrijplaatsen, meestal steden, in aantal beperkt. Zo verdwijnt het openlijk calvinisme uit veel Franse streken.

## Ondergang van het calvinisme in de 17de eeuw
Het aantal openlijk belijdende hugenoten halveerde door het toenemende aantal koninklijke decreten tegen het onderwijs en de godsdienstuitoefening. Ze werden uit openbare ambten ontslagen en de meesterdiploma’s van handwerkers en artsen werden ongeldig verklaard. De armen- en ziekenzorg werd een katholiek monopolie, alleen beschikbaar voor katholieken. Lastenverzwaringen en erfrechtbelemmeringen dienden ertoe de financiële draagkracht van de belijders van de dissidente religie te verzwakken. 'Dragonnades', inkwartiering van soldaten in woonhuizen van hugenoten, maakten hun het dagelijks leven moeilijk. Hugenotenkerken werden vernield waarna de herbouw verboden werd. Uiteindelijk bleven nog 170 kerken in gebruik, amper een kwart van het oorspronkelijke aantal.

## Verbod en vlucht
Na de intrekking van het Edict van Nantes in 1685 waren de hugenoten persoonlijk vogelvrij. Het vervangende Edict van Fontainebleau verklaarde het openlijk belijden van het calvinisme tot een strafbaar feit dat bij veroordeling leidde tot de confiscatie van het bezit. Dit leidde uiteindelijk in de keuze tussen ‘terugkeer naar de moederkerk’ of emigratie. Sindsdien gold het absolutistische dogma 'un roi, une loi, une foi' ofwel diende in Frankrijk voor ieder te gelden: 'één koning, één wet, één geloof'. Tot 1710 vertrokken daarop meer dan 300.000 hugenoten. Honderdduizend vertrokken naar Zwitserland, daarin zijn ook de waldenzen begrepen die  tegelijkertijd hun bergdorpen in Piemonte verlieten. Verder gingen ruim 70.000 naar Nederland, bijna 50.000 naar Duitsland (vooral Pruisen en Württemberg), eveneens 50.000 naar Engeland, en kleinere aantallen naar Scandinavië en Rusland en vooral ook naar Zuid-Afrika. Onder de naam camisards wisten kleine gemeenschappen hugenoten hun bestaan nog een eeuw te rekken in afgelegen gehuchten in de Cevennes waar zij zich uiterlijk als katholiek voordeden. Militaire expedities en inkwartieringen brachten hen niet verder dan een uiterlijke bekering tot de Rooms-katholieke Kerk. Predikanten en onderwijzers die daar ontdekt of verraden werden, kregen een veroordeling tot galeislaaf.
In 1787 werd het Edict van Fontainebleau weer ongedaan gemaakt en konden de overgebleven ondergedoken hugenoten weer openlijk voor hun geloof uitkomen. Bij de Franse Revolutie namen zij een belangrijke plaats in en keerde het tij. Priesters die zich voor de paus uitspraken werden gedood en hele katholieke dorpen uitgemoord. Hugenoten werkten mee aan de ontkoppeling van Franse staat en Rooms-Katholieke Kerk. Met de komst van Napoleon Bonaparte werd hun invloed echter ingeperkt. 

### Vluchtplaatsen

#### Württemberg en Pruisen
Württemberg huisvestte hugenoten in aparte stadswijken en in dorpen, soms plaatsen die in de Dertigjarige Oorlog waren ontvolkt geraakt. Tot ver in de 19de eeuw werd daar nog Frans gesproken. In Pruisen werden de grotere steden en dan vooral Berlijn een centrum van hugenoten. Daarvan getuigt nog steeds de 'französischer Dom' als beeldbepalend gebouw op de Gendarmenmarkt in het centrum van de stad. Te eniger tijd was een kwart van de bevolking van Berlijn afkomstig uit Frankrijk. De koning van Pruisen stelde twee van zijn regimenten samen uit hugenoten. In de gelederen van de Pruisische adel werden de adellijke emigranten opgenomen en talrijke families met Franse namen zijn een rol gaan spelen in het bestuur en in de officierenkaste van het Pruisische, later Duitse, leger.

#### Engeland en Noord-Amerika
Een groep hugenoten emigreerde naar Engeland en een deel vandaar naar Ierland waar zij in Dublin een getalsmatig grote gemeente vormden die er het Engelse gezag ondersteunde. Velen traden als militair in dienst van de Engelse koning prins Willem III. Hij streed tegen de katholieke Ieren, die op hun beurt door de Franse koning werden gesteund. Ook voeren ze naar Noord-Amerika waar ze in 1689 New Rochelle stichtten, in de buurt van het huidige New York, genoemd naar La Rochelle, een van de tot het laatst verdedigde hugenotensteden in Frankrijk.

#### Zuid-Afrika
Een andere groep vertrok naar Zuid-Afrika, waar ze de kolonie van de VOC versterkten. Nog steeds valt in Franschhoek, nabij Paarl, de Franse sfeer te proeven; daar staat een monument en is een museum ingericht ter nagedachtenis aan de hugenoten. De Afrikaners (voor ongeveer een vijfde) en ook vele Kaapse kleurlingen stammen van hugenoten af, met achternamen als Terblanche, Pienaar, Trichardt, Viljoen, De Klerk, Marais, Cilliers, Du Plessis, Du Preez, Desruelles, De Villiers, Du Toit, Boshoff, Jacobs, Malherbe, Labuschagne, Du Pisanie, Retief, Malan, Cronjé, Naudé, Fouché, Viljee, Joubert en De la Rey. Hun culturele invloed was verhoudingsgewijs veel groter dan hun aantal, omdat ze in tegenstelling tot de andere groepen vooral uit de bourgeoisie en zelfs de aristocratie voortkwamen. Zuid-Afrika heeft onder andere het ontstaan van haar wijncultuur in grote mate aan de aldaar gevestigde hugenoten te danken. 

#### Nederland
Een groot aantal hugenoten vestigde zich in de Republiek der Zeven Verenigde Nederlanden. Alleen in Amsterdam al 12.000, waarmee rond 1700 ongeveer 6% van de Amsterdammers van afkomst Frans was; zij verenigden zich in de Waalse kerk, eerder opgericht als organisatie van gevluchte Franstalige calvinisten uit de Zuidelijke Nederlanden. Waals-Franse gemeenten bestonden al of werden opgericht in de meeste steden van Holland en ook in de grotere steden van andere provincies. Op het platteland werden bijvoorbeeld te Dwingeloo (Dr.) ongeveer 50 Hugenoten opgenomen. De omstreeks 1690 gebouwde 'Franse huizen' zijn heden ervan nog een relict.  Zij waren onderdeel van de Nederlandse Hervormde Kerk, tot 1815 de 'Nederduitsche Gereformeerde Kerk' genoemd. Tot in de 20ste eeuw kerkten ook beter gesitueerde burgers zonder Franse of Waalse afkomst, en ook de leden van het Oranje-vorstenhuis, in de 'Waalse kerk' vanwege de Franstalige en vaak intellectueel hoogstaande preek.
Onder de duizenden vluchtelingen waren veel militairen die in dienst waren geweest van Lodewijk XIV. Bijna driehonderd officieren werden in 1685 door prins Willem III in het Staatse leger opgenomen. In 1688 gingen zij mee naar Engeland en namen daar in 1690 deel aan de Slag aan de Boyne tegen de katholieken.
Andere hugenoten kwamen terecht aan een van de universiteiten of in het boekenvak, omdat dat gilde vreemdelingen toeliet. Van de 230 uitgeverijen die Amsterdam tussen 1680 en 1730 telde, waren er tachtig in handen van hugenoten. Zij verzorgden ook een aanzienlijke productie van Franstalige werken die in Frankrijk verboden waren.

#### Suriname
Vanuit Nederland zijn ook enkele families naar Suriname getrokken. Men was daar blij met immigranten die de plantages tot bloei zouden kunnen brengen. In de geschiedenis van Suriname duiken later allerlei namen van hugenoten op. Wigbold Crommelin werd er gouverneur en Susanna du Plessis werd er plantagehouder.

## Literaire verwerking
Het verhaal van een Surinaamse hugenotenfamilie is beschreven in de historische roman De stille plantage (1931) van de Surinaamse schrijver Albert Helman en veel later ook in Ma Rochelle Passée, Welkom El Dorado (1996) van Cynthia McLeod. In 1964 heeft de Nederlandse auteur Jan Overduin zijn roman Tragedie in Toulouse aan de hugenoten gewijd.
Andere literaire werken over de hugenoten zijn De Hugenoten, hun lijden en strijden (1885) van de hand van Pieter Vergers, De kinderen van den Hugenoot (Amsterdam, ca. 1870) van P.J. Andriessen en het boek Jan Taffijn, de man Gods: een prediker uit de dagen der hervorming door T.J. Servatius (Marnix-Stichting, 1941).

## Namen
Dat sommige Nederlanders een hugenootse achtergrond hebben, is soms alleen bekend door de Nederlandse schrijfwijze van de Franse achternaam: Filippo (Philipeau, Philippot), Parree (Paré), Plessius (du Plessis), Piket, Pieket (Picquet), De Klonia (de Coligny), De Lerij (De la Rie), Remerij (Remery), Risseeuw (Rousseau), Blansjaar (Blanchard), Bertou (Berthault), de Bree (de Brie), Prooper (Propre), Papo (Papeaux), Dusseljee (Dussellier, Du Cellier), de Jeu (Dieu of du Jeu), Fremouw (Fremaux), Lassooij (Lassoie), Morre Morée (Morré), Marjee, Marjée (Marié), Fransooijs (François),  Lenoble (Le Noble), Kanaar (Canard), Bedijn (Boidin), Zuurmond (Sur Mont), de Kool (de Gaulle), Allijn (Alain), Kwant (Quant), Benoist (Benoit), De Koff (Le Cauf), Sjardijn (Jardin) en Vinju (Vigneux/Vigneu).
Ook werd de Franse achternaam wel vertaald: de Liefde (Lamoureux) of afgekort: Odé (Odde La Valée). In sommige gevallen kan men niet zeggen of een naam oorspronkelijk Nederlands of vertaald Frans is: Desmet (Lefèvre), Moolenaar of Vandermeulen (Meunier, Dumoulin), Maertens (Martin), enz.
Sommige Nederlanders van hugenootse afkomst hebben nog wel hun eigen Franse achternaam behouden, zoals Baudet, Bloupot, Changuion, Collée, Commelin, Coté, Musquetier, du Pau, Vesseur en Vasseur, Mullié en Jumelet.

## Hugenotenkruis

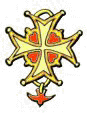
Hugenotenkruis sedert 1688

Kruis van de (katholieke) Orde van de Heilige Geest (1578–1830)

Het hugenotenkruis dateert uit de 17de eeuw, de exacte herkomst is onduidelijk. Vermoed wordt dat het ontworpen is door een edelsmid uit Nîmes in 1688, drie jaar na de herroeping van het Edict van Nantes. Het was onmiddellijk een succes, omdat het de protestantse gelovigen de mogelijkheid gaf een symbool te dragen dat anders was dan het gehate rooms-katholieke kruisje. In het begin deden alleen de hugenoten dat, sinds de 19de eeuw geldt het als algemeen calvinistisch symbool.
Bijna hetzelfde kruis (maar met de duif in het midden i.p.v. benedenaan) werd toch gebruikt door de exclusief-katholieke Franse Orde van de Heilige Geest, gesticht door koning Hendrik III van Frankrijk in 1578.
"Duif als symbool van de Heilige Geest" gaat terug naar het verhaal van Jezus' doop, toen de Heilige Geest in de vorm van een duif uit de hemelen neerkwam en op Jezus landde (vergl. Matteüs 3,16; Marcus 1,10; Lucas 3,22; Johannes 1,32).

## Nota's en referenties

### Nota's
1. ↑  Het Edict zegt: ...de ne point faire d’exercices ni de s’assembler sous prétexte de prières ou de culte de ladite religion de quelque nature qu’il soit, sous les peines (...) de confiscation de corps et de biens... of ...geen godsdienstoefeningen te houden, noch samen te komen onder voorwendsel van gebed of cultus van de genoemde religie, van welke aard dan ook, op straffe van confiscatie van lichaam en goed...
2. ↑  Beter bekend als de intrekking van het Edict van Nantes